# Bisdom Enugu
Het bisdom Enugu (Latijn: Dioecesis Enuguensis) is een rooms-katholiek bisdom met als zetel Enugu, de hoofdstad van de staat Enugu in Nigeria. Het bisdom is suffragaan aan het aartsbisdom Onitsha.

## Geschiedenis
Het bisdom werd opgericht op 12 november 1962, uit gebied van het aartsbisdom Onitsha. 
Het verloor tweemaal gebied bij de oprichting van de bisdommen Nsukka (1990) en Awgu (2005).

## Parochies
In 2019 telde het bisdom 204 parochies. Het bisdom had in 2019 een oppervlakte van 2.738 km2 en telde 2.808.450 inwoners waarvan 51,0% rooms-katholiek was.

## Bisschoppen
- John of the Cross Anyogu (12 november 1962 - 5 juli 1967)
- Godfrey Mary Paul Okoye (7 maart 1970 - 17 maart 1977)
- Michael Ugwu Eneja (10 november 1977 - 8 november 1996)
- Anthony Okonkwo Gbuji (8 november 1996 - 9 februari 2009)
- Callistus Chukwuma Valentine Onaga (9 februari 2009 - heden)
  - Ernest Anaezichukwu Obodo (hulpbisschop: 25 mei 2018 - heden)

Onitsha (aartsbisdom) · Abakaliki · Awgu · Awka · Ekwulobia · Enugu · Nnewi · Nsukka